# Regeringen Paasikivi I
Regeringen Paasikivi I eller J.K. Paasikivis senat var det självständiga Finlands andra regering och den sista finländska regeringen som kallades Senaten för Finland. År 1918 överlät Paasikivis senat till lantdagen en proposition som innehöll en monarkistisk konstitution främst utarbetad av R.A. Wrede. Helst ville monarkisterna välja en av Vilhelm II:s söner till kung men då detta var omöjligt valde lantdagen kejsarens svåger Friedrich Karl. Någon kung kom aldrig till Finland i och med Tysklands nederlag i första världskriget som också resulterade i senatens avgång.
Juho Kusti Paasikivis senat regerade från 27 maj 1918 till 27 november 1918. I senaten ingick ursprungligen Finska partiet, Ungfinska partiet, Agrarförbundet och Svenska folkpartiet. Chefen för militieexpeditionen var partipolitiskt obunden. Två av Finska partiets senatorer och Svenska folkpartiets Alexander Frey avgick den 29 juni 1918. I augusti 1918 lämnade Agrarförbundet regeringen i protest mot Paasikivis strävanden att få en kung till Finland. Regeringschefen var formellt viceordförande för senaten. Statschefen, Finlands riksföreståndare Pehr Evind Svinhufvud, var formellt ordförande för senaten men innehade inte längre uppdraget som regeringschef efter att ha tillträtt som statschef. Före hans tillträde som riksföreståndare hade Finland ingen statschef och därför var självständighetssenatens ordförande regeringschef under de första månaderna av självständigheten.
| Senator                                                                               | Ämbetsperiod                 | Parti               |
| ------------------------------------------------------------------------------------- | ---------------------------- | ------------------- |
| Viceordförande för senaten Juho Kusti Paasikivi                                       | 27 maj 1918–27 november 1918 | Finska partiet      |
| Chef för expeditionen för utrikesärendena Otto Stenroth                               | 27 maj 1918–27 november 1918 | Ungfinska partiet   |
| Chef för justitieexpeditionen Onni Talas                                              | 27 maj 1918–27 november 1918 | Ungfinska partiet   |
| Chef för civilexpeditionen Arthur Castrén                                             | 27 maj 1918–27 november 1918 | Ungfinska partiet   |
| Biträdande chef för civilexpeditionen Alexander Frey                                  | 27 maj 1918–29 juni 1918     | Svenska folkpartiet |
| Chef för militieexpeditionen Wilhelm Thesleff                                         | 27 maj 1918–27 november 1918 | opolitisk           |
| Föreståndare för finansexpeditionen Juhani Arajärvi                                   | 27 maj 1918–27 november 1918 | Finska partiet      |
| Chef för kyrko- och undervisningsexpeditionen E.N. Setälä                             | 27 maj 1918–27 november 1918 | Ungfinska partiet   |
| Chef för jordbruksexpeditionen Kyösti Kallio                                          | 27 maj 1918–17 augusti 1918  | Agrarförbundet      |
| Biträdande chef för jordbruksexpeditionen Eero Yrjö Pehkonen                          | 27 maj 1918–17 augusti 1918  | Agrarförbundet      |
| Chef för expeditionen för kommunikationsväsendet och allmänna arbetena Jalmar Castrén | 27 maj 1918–27 november 1918 | Ungfinska partiet   |
| Chef för handels- och industriexpeditionen Heikki Renvall                             | 27 maj 1918–27 november 1918 | Ungfinska partiet   |
| Chef för socialexpeditionen O.W. Louhivuori                                           | 27 maj 1918–29 juni 1918     | Finska partiet      |
| Chef för livsmedelsexpeditionen Hjalmar Gabriel Paloheimo                             | 27 maj 1918–27 november 1918 | Finska partiet      |
| Senator utan portfölj Samuli Sario                                                    | 27 maj 1918–29 juni 1918     | Finska partiet      |

## Fotnoter
1. ↑  Författningsstriden. Uppslagsverket Finland. Schildts. Läst 15 juli 2011.
2. ↑  ”Viceordförande för senaten”. Statsrådet. Arkiverad från originalet den 8 januari 2015. https://archive.is/20150108153020/http://xn--statsrdet-b3a.fi/tietoa-valtioneuvostosta/hallitukset/vuodesta-1917/tulokset/sv.jsp?report_id=V9L&multivalue.selectedCriterion.nimike_id=54. Läst 15 juli 2011.
3. ↑  ”Ordförande för senaten”. Statsrådet. Arkiverad från originalet den 8 januari 2015. http://archive.is/2015.01.08-153037/http://xn--statsrdet-b3a.fi/tietoa-valtioneuvostosta/hallitukset/vuodesta-1917/tulokset/sv.jsp?report_id=V9L&multivalue.selectedCriterion.nimike_id=63. Läst 15 juli 2011.
4. ↑  2. Paasikivi Arkiverad 14 november 2012 hämtat från the Wayback Machine. Statsrådet (finska)